# Plaas

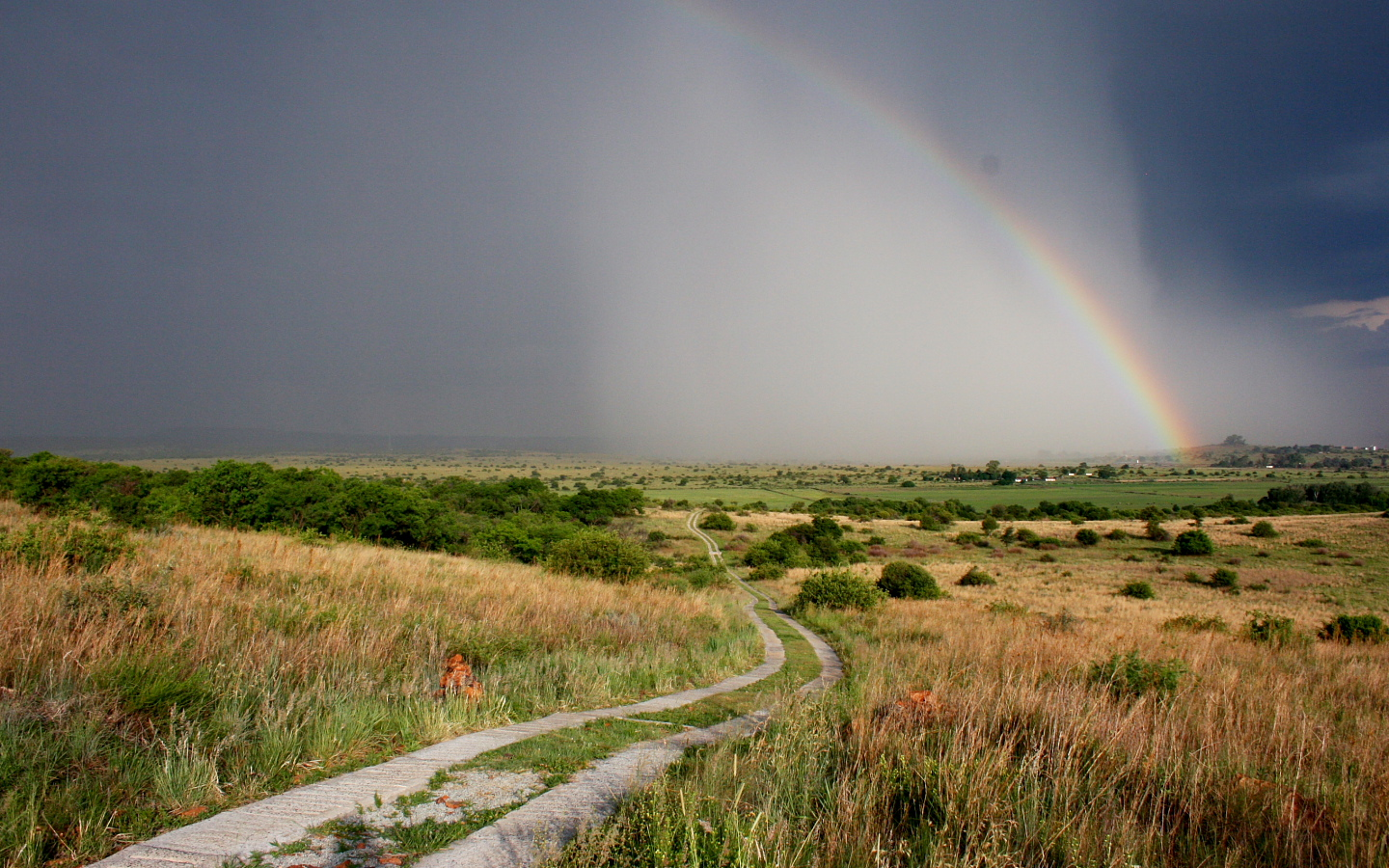
een plaas in Zuid-Afrika

In het Afrikaans heeft het woord plaas (van Ned. plaats) een bijzondere betekenis gekregen. 
Het woord betekent zoiets als boerderij met dien verstande dat een plaas wel wat groter is dan een boerderij in Europa. Vooral in de karige en droge Karoo kan het een uurtje of wat duren voor men per auto een plaas doorkruist heeft. Een plaas komt dus eerder overeen met wat in Amerika een ranch genoemd wordt.
De benaming plaasjapie laat zich vertalen als 'boerenjongen'. Hiervan afgeleid is het scheldwoord japie.